# Jorma (album)
| Recensione              | Giudizio |
| ----------------------- | -------- |
| AllMusic                | [ 1 ]    |
| Dizionario del Pop-Rock | [ 2 ]    |
| 24.000 dischi           | [ 3 ]    |

Jorma è il secondo album discografico solistico di Jorma Kaukonen, pubblicato dalla casa discografica RCA Victor Records nel novembre del 1979.

## Tracce
Lato A
1. Straight Ahead – 4:15 (Bob Steeler, Jorma Kaukonen)
2. Roads and Roads & – 4:16 (Jorma Kaukonen)
3. Valley of Tears – 4:45 (Jorma Kaukonen)
4. Song for the High Mountain – 3:07 (Jorma Kaukonen)

Lato B
1. Wolves and Lambs – 3:30 (Jorma Kaukonen)
2. Too Long Out/Too Long In – 5:14 (Jorma Kaukonen)
3. Requiem for an Angel – 3:48 (Jorma Kaukonen)
4. Vampire Women – 3:27 (Spark Plug Smith)
5. Da-Ga Da-Ga – 1:27 (Mauri Antero Numminem)

## Musicisti
- Jorma Kaukonen - chitarra, voce

Note aggiuntive
- Jorma Kaukonen e David Kahne - produttori
- Maurice - coordinatore della produzione
- Registrazioni (e mixaggi) effettuate al Filmways/Heider Recording di San Francisco, California
- David Kahne - ingegnere del suono
- John Golden - masterizzazione originale (effettuata al Kendun Recorders di Burbank, California)
- Wet Teeth M (con l'assistenza di Doug Carter) - copertina